# Giões
Giões ist eine Ortschaft und Gemeinde  an der Algarve im Süden Portugals.

## Geschichte
Aus arabischer Zeit stammen die Ausgrabungen einer befestigten Siedlung aus dem 8. Jahrhundert. Die Siedlung entstand im Zusammenhang mit der hiesigen Kupfermine, die vom 8. bis mindestens zum 11. Jahrhundert von den Mauren betrieben wurde. Bis ins 19. Jahrhundert wurden im Gemeindegebiet kleinere Minen betrieben.
Seit dem 16. Jahrhundert ist Giões eine eigenständige Gemeinde.

## Verwaltung
Giões ist Sitz einer gleichnamigen Gemeinde (Freguesia) im Kreis (Concelho) von Alcoutim im Distrikt Faro. Auf einer Fläche von 72 km² leben hier 152 Einwohner (Stand 19. April 2021).
Folgende Ortschaften und Orte liegen in der Gemeinde Giões:
- Alcaria Alta
- Clarines
- Farelos
- Giões
- Marim
- Velhas